# Tachina infestans
Tachina infestans är en tvåvingeart som beskrevs av Walker 1853. Tachina infestans ingår i släktet Tachina och familjen parasitflugor. Inga underarter finns listade i Catalogue of Life.